# Josep Pujolràs Novich
Josep Pujolràs Novich (La Cellera de Ter, la Selva, 15 de març del 1966 - 8 de setembre del 1992 a Vacarisses, Vallès Occidental) va ser un jugador de bàsquet català. Amb 1.97 d'alçada, el seu lloc natural en la pista era el d'aler. Va morir tràgicament en accident de circulació quan tenia 26 anys. En aquells moments era el capità del Bàsquet Manresa. El club va decidir retirar el dorsal número 10 en homenatge al seu capità.

## Trajectòria
- 1981-1983 Areslux Granollers
- 1983-1986 Cacaolat Granollers
- 1986-1992 Bàsquet Manresa